# Lewidany
Lewidany (lit. Levydonys) − wieś na Litwie, w rejonie wileńskim, 3 km na wschód od Duksztów, zamieszkana przez 18 ludzi. Przed II wojną światową w Polsce, w powiecie wileńsko-trockim województwa wileńskiego.